# アドメトス (エピロス王)
アドメトス（希：Αδμητος, ラテン文字転記：Admetos, 紀元前5世紀）はエピロス王、モロシア人の王である。
アテナイの政治家テミストクレスが国を追われてエピロスに逃げ込んできた時、アドメトスは留守をしており、彼の王妃プティアがテミストクレスに会った。テミストクレスは彼女に庇護を求め、彼女は彼にアドメトスの子を抱いて炉に座るよう言い、彼はそれに従った。アドメトスが帰ってくるとテミストクレスは身分を明かし、かつてアドメトスの要請を断ることを自分が主張したからといって自分をアテナイに突き出すべきではないことを説いた。テミストクレスが彼の子を抱いていることもあって彼の主張はアドメトスによって認められた。このため、アドメトスはアテナイやスパルタの使者が来てもテミストクレスを引き渡さず、テミストクレスがペルシア領に亡命できるよう隣国のマケドニア王国のピュドナまで送ってやった。その後テミストクレスは無事ペルシア領に着き、小アジアの小領主として天寿を全うした。

## 註
1. ↑  トゥキュディデス, I. 136-137